# Доходный дом М. Д. Корнилова (Малый проспект Петроградской стороны)
Доходный дом М. Д. Корнилова — памятник архитектуры. Расположен в Петроградском районе Санкт-Петербурга, современный адрес дома — Малый проспект Петроградской стороны, 26-28 / Пионерская улица.
С 1849 года участком владел булочный мастер Фридрих (Фёдор) Христофорович Мор, в его двухэтажном каменном доме была собственная шестикомнатная квартира, булочная и пекарня. С 1862 года рядом был построен деревянный дом со службами и конюшней, в котором был лазарет для пострадавших на строительстве рабочих. В 1900 году Эмилия Фольгман, дочь Мора, продала участок М. Д. Корнилову.
Пятиэтажное с мансардой здание построено в 1910 году А. Ф. Барановским, для которого характерны постройки угловых домов (за свою карьеру он построил 7 таких зданий) с выделением угла эркером-башней, как правило (и в данном случае) идущем на всю высоту дома начиная со второго этажа. У дома два угловых цилиндрических эркера, переходящих в гранёные башенки. В архитектурно-художественном оформлении здания прослеживается стиль архитектора — нижние этажи визуально утяжелены каменной отделкой, а верхние, напротив, облегчены отделкой декоративным полихромным кирпичом. Выразительная пластика фасадов усложнена не только эркерами и башенками, но и чередованием треугольных аттиков и мансардных окон. У дома гранитный цоколь, окна верхнего ряда шестиугольные, над трёхгранными эркерами сделаны фронтоны, украшенные изображением совы. Со второго по пятый этаж дом облицован белой и голубоватой плиткой со вставками зелёного глазурованного кирпича, между вторым и третьим этажами изображены путти.
В трёх проемах между парадной и чёрной лестницами сохранилось декоративное остекление с цветочными узорами, одна из лестниц освещена световым фонарём.
Это одно из трёх зданий, построенных Барановским для М. Д. Корнилова, который был подрядчиком и сам участвовал в строительстве своих домов (второе и третье — доходный дом М. Д. Корнилова и доходный дом А. П. Корниловой).
В начале 1910-х годов в доме жил генерал-майор, преподаватель Политехнического института и член комитета по усилению Военного флота М. Н. Беклемишев. В этом доме с осени 1913-го по 1915 год жил поэт и переводчик М. Л. Лозинский, в квартире которого проходили редакционные собрания журнала поэтов-акмеистов «Гиперборей». Также в 1915 году в доме жил тайный советник, государственный и общественный деятель, публицист А. В. Васильев